# سخودنو
سخودنو (به لهستانی:  Schodno) یک روستا در لهستان است که در گمینا جمیانه واقع شده‌است. سخودنو ۷۰ نفر جمعیت دارد.